# 楚書
楚書（1491年—？年），字國寶，號高渠，直隶江都縣人，陕西宁夏左卫軍籍。明朝政治人物。

## 生平
治《書經》，行二，由國子生中式己卯科（1519年）陕西鄉試第十名舉人，年三十三歲中式嘉靖二年（1523年）癸未科會試第八十五名，第三甲第三十八名進士。授直隶宝坻县知县，調浙江餘姚縣，擢兵部职方司主事，嘉靖十三年（1534年）大同兵变時奉命抚谕，十月事平，升尚宝司少卿，十七年八月升太仆寺少卿，升本寺卿，十八年（1539年）闰七月升都察院右佥都御史、巡抚宣府地方，加右副都御史，二十一年八月被弹劾回籍听勘，三十二年九月因科道官劾其侵盗官银，并多不经之费，降一级调外任。

## 家族
曾祖楚道亨。祖父楚芳。父楚必敬，壽官。前母俞氏；母王氏。慈侍下。